# Família de col·lisió

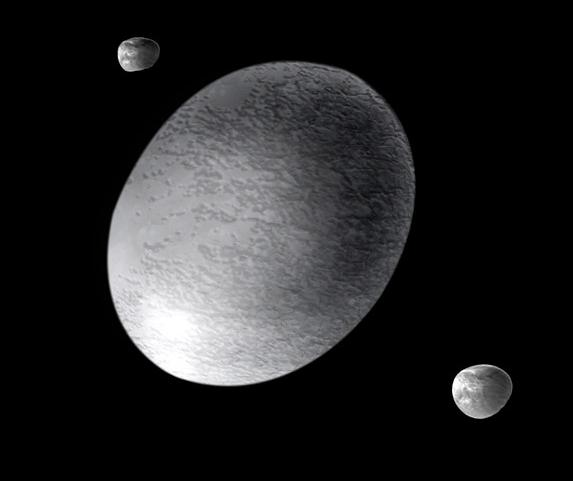
Haumea i els seus satèl·lits formen part d'una família de col·lisió.

En astronomia, una família de col·lisió és un grup d'objectes astronòmics que es pensa que tenen un origen comú fruit d'una col·lisió.
Tenen, per tant, semblant composició, albedo, òrbita i altres característiques físiques i orbitals.
Entre les famílies de col·lisió conegudes o sospitoses de ser-ho, hi ha nombroses famílies d'asteroides, la major part dels satèl·lits irregulars dels planetes exteriors, la Terra i la seva Lluna, i els planetes nans Plutó, Eris, Haumea i els seus satèl·lits.